# Um Gosto Amargo de Festa
Um Gosto Amargo de Festa foi uma telenovela brasileira produzida e exibida pela Rede Tupi entre 19 de fevereiro e 18 de maio de 1969.
Foi escrita por Cláudio Cavalcanti, baseada na obra de Henrique Jarnes com a direção de Ítalo Rossi e Mario Brasini.

## Sinopse
De caráter cínico, o sedutor Rogério provoca paixões em diversas mulheres, mas não se envolve com nenhuma.

## Elenco
| Ator                | Personagem |
| ------------------- | ---------- |
| João Paulo Adour    | Rogério    |
| Guy Loup            | Valentina  |
| Carlos Vereza       | Tadeu      |
| Pepita Rodrigues    | Amanda     |
| Renata Sorrah       | Lúcia      |
| Rosita Thomaz Lopes | Cecília    |
| Ítalo Rossi         |            |
| Camila Amado        |            |
| Antônio Patiño      |            |
| Riva Blanche        |            |
| Paulo Padilha       |            |
| Gracinda Freire     |            |
| Antero de Oliveira  |            |